# Екберт I фон Формбах
Екберт I фон Формбах (на немски: Ekbert I, Count Quinziggau, Graf von Formbach; † 24 август 1109) е граф в Кюнциггау (1067) и на Формбах (1070). През 1094 г. Екберт I основава манастир Форнбах на Ин.

## Произход, управление и наследство
Той е син на граф Дитмар (Тиемо) II фон Формбах-Кюнциггау (* ок. 1015; † 28 август 1040), който е убит в битка в Бохемия, и съпругата му вероятно фон Брауншвайг, дъщеря на граф Бруно I фон Брауншвайг и съпругата му Гизела от Швабия. Внук е на граф Дитмар (Тиемо) фон Кюнциггау († ок. 7 март 1050), адвокат на манастир „Св. Емерам“. Правнук е на граф Бертхолд I фон Лурнгау († сл. 1005) и Химилтруд († сл. 1020). Брат е на граф Хайнрих II фон Формбах († сл. 1070), фогт на „Св. Никола“, и на Тиемо († 1101/1102), абат на „Св. Петер“, архиепископ на Залцбург (1090 – 1098). Сестра му Ида фон Рателберг († сл. 1101) е омъжена за херцог Леополд II Красиви от Австрия († 1095).
През 1050 г. центърът на графството е преместен на няколко километра на река Ин. Клон от фамилията започва да се нарича фон Нойбург.
Резиденцията на граф Екберт I е дворец Нойбург ам Ин при Пасау в Долна Бавария. Граф Екберт I, съпругата му Матилда фон Ламбах-Питен и граф Улрих фон Виндберг основават през 1094 г. манастир Форнбах (Формбах).
Фамилията измира през 1158 г. с внукът му Екберт III фон Нойбург. Земите са наследени от графовете на Андекс и Траунгауерските Отакари. Земите на Формбахите през 1248 г. са наследени от баварските херцози от род Вителсбахи.

## Фамилия
Първи брак: с неизвестна по име жена и има с нея един син:
- Еберхард фон Формбах († ок. 4 май 1100), граф на Формбах (1095 – 1100)

Втори брак: с Матилда фон Ламбах († 1090), наследничка на Ламбек-Питен и графството на Ин, внучка на Арнолд II фон Велс-Ламбах († 1055), дъщеря на Готфрид фон Питен († 1050, убит в битка), маркграф на Каринтия, ко-маркграф на Щирия. Те имат децата:
- Екберт II фон Формбах († 24 ноември 1144), граф на Формбах и Питен (1120 и 1142) и граф на Нойбург на Ин при Пасау, женен пр. 1120 г. за маркграфиня Вилибирга от Щирия († 18 януари 1145)
- Дитмар фон Формбах († сл. 1137), абат на Осиах в Каринтия
- Кунигунда